# NGC 49
NGC 49 (ook wel PGC 952, UGC 136, MCG 8-1-33, ZWG 549.29 of NPM1G +47.0008) is een lensvormig sterrenstelsel in het sterrenbeeld Andromeda.
NGC 49 werd op 7 september 1885 ontdekt door de Amerikaanse astronoom Lewis A. Swift.